# Castelul Bathyanyi din Aleșd
Castelul Bathyanyi din Aleșd este un monument istoric aflat pe teritoriul orașului Aleșd.